# 우림땃쥐
우림땃쥐(Sylvisorex pluvialis)는 땃쥐과에 속하는 포유류의 일종이다. 카메룬에서 발견된다. 자연 서식지는 아열대 또는 열대 습윤 저지대 숲이다. 모식 산지로 중앙아프리카공화국의 콩가나 지역이 유일하게 알려져 있다. 모식 산지는 카메룬 남서부 주 코룹 국립공원 익켄지 연구단지의 해발 160m 지점(05°16'N, 09°08'E)이다.